# Вокализация
Вокализацията (фонацията) е термин, който има малки различия на значението в зависимост от подполето на фонетиката.

## Дефиниции

### Анатомия
Сред някои фонетисти вокализацията е процесът, при който гласните струни на ларинкса произвеждат определени звуци чрез квазипериодична вибрация. Това е определението, използвано сред тези, които изучават анатомията на ларинкса и физиологията и производството на реч като цяло.

### Лингвистика
Фонетиците в други подполета, като лингвистичната фонетика, наричат този процес „глас“ или „озвучаване“ (издаването на гласови речеви звуци) и използват термина „фонация“, който се отнася до всяко трептящо състояние на която и да е част от ларинкса, модифицираща въздушния поток, за което озвучаването е само един пример. В тази дефиниция са включени беззвучните (неми) и надглотални фонации (произнасяни чрез прекъсване на въздушния поток през речевия тракт).

## Озвучаване
Вакализационният процес или озвучаването се случва, когато въздухът се изхвърля от белите дробове през глотиса (отворът между гласовите струни), създавайки спад на налягането в ларинкса. Когато този спад стане достатъчно голям, гласовите струни започват да трептят. Минималният спад на налягането, необходим за постигане на фонация, се нарича праг на фонационно налягане (на английски: PTP), а за хората с нормални гласови струни той е приблизително 2 – 3 cm H2O. Движението на гласовите струни по време на трептене е предимно странично, въпреки че има и някои надстоящи компоненти. Въпреки това, почти няма движение по дължината на гласовите струни. Трептенето на гласовите струни служи за модулиране на налягането и потока на въздуха през ларинкса и този модулиран въздушен поток е основният компонент на звука на повечето звучни фона (фон във фонетиката и лингвистиката е всеки различен речев звук или жест, независимо дали точният звук е критичен за значението на думите).
Звукът, който ларинксът произвежда, е хармонична редица. С други думи, той се състои от основен тон (наречен основна честота, основната акустична реплика за възприеманата височина), придружен от хармонични нюанси, които са кратни на основната честота – т.нар. обертонове. Според източник-филтър теорията, полученият звук възбужда резонансната камера, която е гласовият тракт, за да произведе отделните речеви звуци.
Гласовите гънки няма да трептят, ако не са достатъчно близо една до друга, не са под достатъчно напрежение или твърде силно напрежение или ако спадът на налягането в ларинкса не е достатъчно голям. В лингвистиката „фонът“ се нарича беззвучен, ако няма фонация по време на появата му. В речта беззвучните „фони“ са свързани с гласови струни, които са удължени, силно напрегнати и поставени странично (отклонени) в сравнение с гласовите струни по време на фонацията.